# Pentago
Pentago ist ein Zweipersonen-Strategiespiel mit dem Ziel, als Erster fünf der eigenen Spielsteine in eine Linie zu bringen. Das Spiel wurde 2003 von Tomas/Michael Flodén in Schweden erfunden und 2005 von Mindtwister veröffentlicht. 2007 erschien eine Version mit einem Spielfeld aus Kunststoff bei Kosmos.

## Regeln
Das Brettspiel besteht aus vier Quadranten mit jeweils drei mal drei Feldern. Jeder Quadrant ist einzeln drehbar. Jeder Spieler setzt abwechselnd einen Spielstein in der eigenen Farbe auf das Brett. Nach jedem Setzen muss der jeweilige Spieler dann einen beliebigen Quadranten um ein Viertel in beliebiger Richtung drehen; falls dreh-neutrale Quadranten existieren, kann auf das Drehen auch verzichtet werden (beispielsweise wenn in einem Quadranten etwa nur die mittlere Mulde belegt ist).
Gewinner ist der Spieler, der es als erster schafft, fünf seiner Spielsteine waagerecht, senkrecht oder diagonal in eine Linie zu bringen. Das Spiel endet unentschieden, wenn durch Drehen eines Quadranten beide Spieler fünf Spielsteine in einer Reihe erhalten, oder wenn das Spielbrett komplett gefüllt ist, ohne dass ein Spieler gewonnen hat.
Sollte durch das Setzen eines Steines eine Gewinnsituation entstehen, dann endet das Spiel, ohne dass dann anschließend noch ein Quadrant gedreht werden muss.

## Strategie und Taktik
Das Spiel muss gleichzeitig defensiv und offensiv gespielt werden. Wichtig ist vor allem, dem Gegner die Möglichkeit zu nehmen, drei Spielsteine in einer Reihe in einem Quadranten zu setzen. Nur im Fall einer Diagonalen kann durch Setzen eines Steines diagonal auf dem anderen Quadranten in der Mitte diese Bedrohung neutralisiert werden.
Gefährlich sind auch Spielzüge, die die Felder 2, 4 und 6 eines Quadranten belegen.
Pentago gehört zu den stark gelösten Spielen: Es wurde mit Computerhilfe gezeigt, dass der erste Spieler bei perfektem Spiel immer gewinnt und es existiert ein Computerprogramm, das zu jeder Position einen optimalen Zug finden kann.

## Auszeichnungen

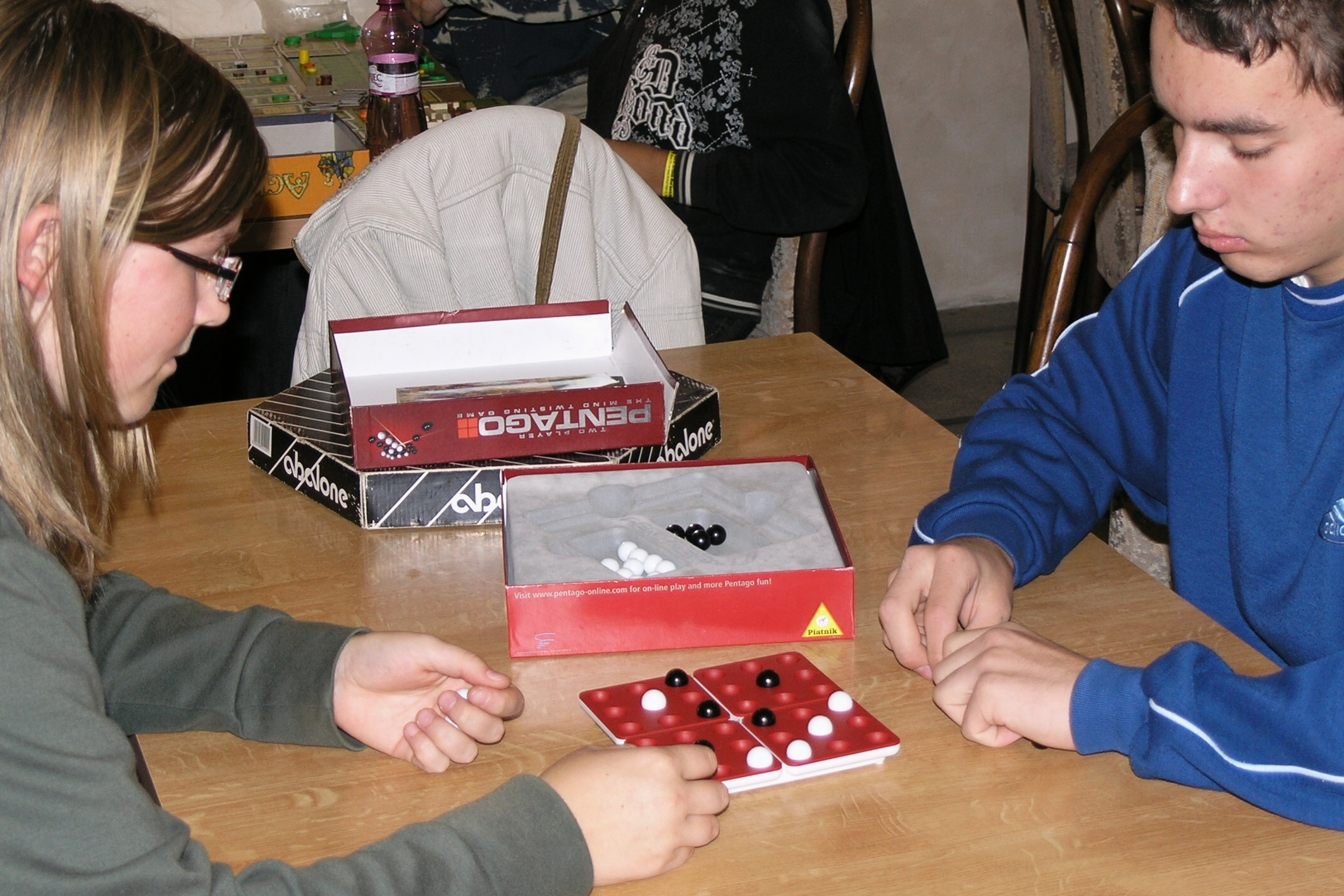
Pentago

- Årets Spel (Spiel des Jahres) 2005 in Schweden
- Spiel des Jahres 2006 in Finnland
- Mensa Select 2006
- „Spiel gut“-Auszeichnung 2007 in Deutschland

## Varianten
Pentago XL ist ein erweitertes Pentago für zwei bis vier Spieler mit neun Quadranten zu jeweils drei mal drei Feldern. Pentago Arena ist das normale Pentago als große Tischversion (44 × 44 cm).

## Ähnliche Spiele
- Tic-Tac-Toe
- Fünf in eine Reihe